# Granger Hall (San Diego)
Granger Hall  es un edificio histórico ubicado en National City, California.  Granger Hall se encuentra inscrito  en el Registro Nacional de Lugares Históricos desde el 18 de marzo de 1975. Irving John fue el arquitecto quién diseñó Granger Hall.

## Ubicación
Granger Hall se encuentra dentro del condado de San Diego en las coordenadas 32°41′03″N 117°05′24″O / 32.684167, -117.09.